# Japanagromyza fortis
Japanagromyza fortis är en tvåvingeart som beskrevs av Spencer 1977. Japanagromyza fortis ingår i släktet Japanagromyza och familjen minerarflugor. Inga underarter finns listade i Catalogue of Life.